# Добель
Добель (нім. Dobel) — громада в Німеччині, знаходиться в землі Баден-Вюртемберг. Підпорядковується адміністративному округу Карлсруе. Входить до складу району Кальв.
Площа — 18,43 км2. Населення становить 2408 ос. (станом на 31 грудня 2020).